# هرمان مولر (منافس ألعاب قوى)
هرمان مولر (بالألمانية: Hermann Müller)‏ هو منافس ألعاب قوى ألماني، ولد في 18 أبريل 1885 في برلين في ألمانيا، وتوفي بنفس المكان في 21 يناير 1947.

## وصلات خارجية
- هرمان مولر على موقع أوليمبيديا (الإنجليزية)